# Yōon
Lo yōon (拗音? lett. "parola contratta" o "digramma") è una caratteristica della lingua giapponese in cui un mora è formato da un suono aggiuntivo, dato dalla y. Questa modifica coinvolge i kana terminanti con la vocale i, ai quali viene aggiunto uno dei tre kana ya, yo e yu più piccolo del normale; si ha dunque una modifica del suono. Ad esempio ki き + ょ yo diventa きょ, kyo. È da notare che non è sempre vero che quando troviamo vicini ya, yo o yu e un kana terminante in i si formi necessariamente un dittongo; ad esempio kyō, "oggi", viene trascritto come きょう, mentre kiyō, "abile", come きよう, utilizzando nel secondo caso un kana yo nella forma classica non rimpicciolita.
La maggior parte delle parole che utilizzano lo yōon nel giapponese moderno sono per la gran parte derivate dal cinese, in quanto il giapponese antico non possedeva questo tipo di suoni. Si teorizza che siano stati quindi creati per l'inserimento delle parole cinesi nella lingua, avvenuto nel corso dei secoli. Originariamente non vi era l'utilizzo di un kana più piccolo, ma si doveva desumere il suo utilizzo a seconda del contesto della parola.

## Tabella
| Hiragana |          |          |          |
|          | ゃ ya    | ゅ yu    | ょ yo    |
| き ki    | きゃ kya | きゅ kyu | きょ kyo |
| し shi   | しゃ sha | しゅ shu | しょ sho |
| ち chi   | ちゃ cha | ちゅ chu | ちょ cho |
| に ni    | にゃ nya | にゅ nyu | にょ nyo |
| ひ hi    | ひゃ hya | ひゅ hyu | ひょ hyo |
| み mi    | みゃ mya | みゅ myu | みょ myo |
| り ri    | りゃ rya | りゅ ryu | りょ ryo |
| ぎ gi    | ぎゃ gya | ぎゅ gyu | ぎょ gyo |
| じ ji    | じゃ ja  | じゅ ju  | じょ jo  |
| び bi    | びゃ bya | びゅ byu | びょ byo |
| ぴ pi    | ぴゃ pya | ぴゅ pyu | ぴょ pyo |

| Katakana |          |          |          |
|          | ャ ya    | ュ yu    | ョ yo    |
| キ ki    | キャ kya | キュ kyu | キョ kyo |
| シ shi   | シャ sha | シュ shu | ショ sho |
| チ chi   | チャ cha | チュ chu | チョ cho |
| ニ ni    | ニャ nya | ニュ nyu | ニョ nyo |
| ヒ hi    | ヒャ hya | ヒュ hyu | ヒョ hyo |
| ミ mi    | ミャ mya | ミュ myu | ミョ myo |
| リ ri    | リャ rya | リュ ryu | リョ ryo |
| ギ gi    | ギャ gya | ギュ gyu | ギョ gyo |
| ジ ji    | ジャ ja  | ジュ ju  | ジョ jo  |
| ビ bi    | ビャ bya | ビュ byu | ビョ byo |
| ピ pi    | ピャ pya | ピュ pyu | ピョ pyo |

| Yōon  |          |          |          |          |
|       | ゎ wa    | ゐ wi    | ゑ we    | を wo    |
| く ku | くゎ kwa | くゐ kwi | くゑ kwe | くを kwo |
| ぐ gu | ぐゎ gwa | ぐゐ gwi | ぐゑ gwe | ぐを gwo |

| Yōon  |          |          |          |          |
|       | ヮ wa    | ヰ wi    | ヱ we    | ヲ wo    |
| ク ku | クヮ kwa | クヰ kwi | クヱ kwe | クヲ kwo |
| グ gu | グヮ gwa | グヰ gwi | グヱ gwe | グヲ gwo |